# Territoires du Saint-Empire romain germanique hors cercles impériaux

Carte des Cercles impériaux au début du XVIe siècle. Les états ne faisant pas partie d'un cercle figurent en blanc.

Lorsque les cercles impériaux (regroupement d'États du Saint-Empire romain germanique) furent créés au XVIe siècle, de nombreux territoires impériaux n'en firent pas partie.
Six cercles sont d'abord établis en 1500 pour organiser une défense commune et comme structure d'organisation de la Diète d'Empire. Ceux-ci n'incluaient alors pas les territoires des princes-électeurs (créés par la Bulle d'or en 1356), ni les territoires relevant de la maison des Habsbourg. Ces derniers furent inclus dans quatre nouveaux cercles en 1512. Malgré tout, plusieurs autres territoires n'en ont toutefois jamais fait partie.
Après 1512, la plupart de ces territoires hors cercles impériaux concernent la couronne de Bohême, la confédération suisse et les territoires impériaux d'Italie.
Outre ceux-ci, de multiples territoires mineurs bénéficiant de l'immédiateté impériale, comme les villages d'Empire (Reichsdörfer) et les terres détenues par les chevaliers d'Empire (Reichsritter), étaient également exclus des cercles.

## Liste de territoires hors cercles

### Couronne de Bohême
| Blason | Blason                        | Nom                                                                           | Notes |
| ------ | ----------------------------- | ----------------------------------------------------------------------------- | --- |
|        |                               | Royaume de Bohême                                                             | Érection du duché en royaume en 1198. À la maison des Habsbourg en 1526. Partie de l'empire d'Autriche en 1806. |
|        |                               | Margraviat de Moravie                                                         | Fondé en 1182. Union personnelle avec la Bohême en 1611.                                                        |
|        |                               | Duché de Silésie                                                              | Fondé en 1138. Plusieurs fois divisé jusqu'à l'intégration à la Bohême en 1335.                                 |
|        |                               | Duché de Bernstadt                                                            | Fondé en 1412 sur la Silésie. Au Œls en 1745.                                                                   |
|        | Duché de Brzeg                | Fondé en 1311 sur la Silésie. À la Bohême en 1675.                            | |
|        | Duché de Glogau               | Fondé en 1251 sur la Silésie. À la Bohême en 1506.                            | |
|        | Duché de Krnov                | Fondé en 1377 sur la Silésie. À la Silésie autrichienne en 1849.              | |
|        | Duché de Liegnitz             | Fondé en 1248 sur la Silésie. À la Bohême en 1675.                            | |
|        | Duché de Neisse               | Fondé en 1290 sur la Silésie. À la Prusse et Autriche en 1742.                | |
|        | Duché d'Œls                   | Fondé en 1313 sur la Silésie. En union personnelle avec le Brunswick en 1815. | |
|        | Duché d'Opole                 | Fondé en 1281 sur la Silésie. Duché d'Opole et Ratibor (en) en 1521.          | |
|        | Duché d'Opole et Ratibor (en) | Fondé en 1521 par l'union de l'Opole et du Ratibor. À la Bohême en 1532.      | |
|        | Duché de Ratibor              | Fondé en 1281 sur la Silésie. Duché d'Opole et Ratibor (en) en 1521.          | |
|        | Duché de Sagan                | Fondé en 1274 sur la Silésie. À la Bohême en 1549.                            | |
|        | Duché de Teschen              | Fondé en 1290 sur la Silésie. À la Silésie autrichienne en 1742.              | |
|        |                               | Basse Lusace                                                                  | À la Saxe en 1635.                                                                                              |
|        |                               | Haute Lusace                                                                  | À la Saxe en 1635.                                                                                              |
|        |                               | Comté de Glatz                                                                | Créé par partition de la Bohême en 1459. À la Prusse en 1742.                                                   |

### Confédération suisse
La confédération suisse est demeurée de jure une composante du Saint-Empire jusqu'en 1648 lors de la signature des traités de Westphalie.
| Blason         | Blason                                | Nom                                         | Notes |
| -------------- | ------------------------------------- | ------------------------------------------- | --- |
| Les 13 cantons |                                       |                                             | |
|                |                                       | Canton d'Appenzell                          | Associé en 1411. Intègre la fédération en 1513. Partition en 1597 entre Appenzell Rhodes-Extérieures et Appenzell Rhodes-Intérieures.                |
|                |                                       | Canton d'Appenzell Rhodes-Extérieures       | Fondé en 1597 par partition de l'Appenzell. |
|                | Canton d'Appenzell Rhodes-Intérieures | Fondé en 1597 par partition de l'Appenzell. | |
|                |                                       | Conseil de la ville de Bâle                 | Intègre la fédération en 1501. |
|                |                                       | République de Berne                         | Intègre la fédération en 1353. |
|                |                                       | Ville de Fribourg                           | Associée en 1454. Intègre la fédération en 1481. |
|                |                                       | Canton de Glaris                            | Intègre la fédération en 1352. |
|                |                                       | Ville de Lucerne                            | Intègre la fédération en 1332. |
|                |                                       | Ville de Schaffhouse                        | Associée en 1454. Intègre la fédération en 1501. |
|                |                                       | Canton de Schwytz                           | Fonde la fédération en 1291. |
|                |                                       | Ville de Soleure                            | Associée en 1353. Intègre la fédération en 1481. |
|                |                                       | Canton d'Unterwald                          | Fonde la fédération en 1291. |
|                |                                       | Canton de Nidwald                           | |
|                | Canton d'Obwald                       |                                             | |
|                |                                       | Canton d'Uri                                | Fonde la fédération en 1291. |
|                |                                       | Canton de Zoug                              | Intègre la fédération en 1352. |
|                |                                       | Ville de Zurich                             | Intègre la fédération en 1351. |
| Pays alliés    |                                       |                                             | |
|                |                                       | Principauté épiscopale de Bâle              | Alliée en 1579. |
|                |                                       | Bailliage de Bellinzone                     | Fondé en 1503. |
|                |                                       | Ville de Bienne                             | Alliée en 1353. |
|                |                                       | Bailliage de Blenio                         | Fondé en 1503. |
|                |                                       | Ville de Genève                             | Alliée en 1519. |
|                |                                       | Comté de Gruyère                            | Allié à Fribourg et Berne depuis le début du XIVe siècle. Allié de la Confédération en 1548. Partagé en 1555 entre les cantons de Fribourg et Berne. |
|                |                                       | République de Mulhouse                      | Alliée en 1515. |
|                |                                       | Comté de Neuchâtel                          | Allié en 1406. |
|                |                                       | Ville de Payerne                            | Allié en 1353. Annexée par Berne en 1536. |
|                |                                       | Bailliage de la Riviera                     | Fondé en 1503. |
|                |                                       | Ville de Rottweil                           | Alliée en 1519. |
|                |                                       | Abbaye de Saint-Gall                        | Alliée en 1451. |
|                |                                       | Ville de Saint-Gall                         | Alliée en 1454. |
|                |                                       | Comté de Sargans (de)                       | Allié en 1437. |
|                |                                       | Baronnie de Sax-Forstegg (de)               | Allié en 1458. Annexée par Zurich en 1615. |
|                |                                       | République des Sept-Dizains                 | Alliée vers 1416. |
|                |                                       | État libre des Trois Ligues                 | Allié en 1498. |
|                |                                       | Ligue des Dix-Juridictions                  | Fondée en 1436. Alliée en 1497. |
|                | Ligue grise                           | Fondée en 1395. Alliée en 1497.             | |
|                | Ligue de la Maison-Dieu               | Fondée en 1367. Alliée en 1498.             | |
|                |                                       | Comté de Werdenberg                         | Allié en 1493. Annexé par Glaris en 1517. |

### Italie
| Blason | Nom                                                                         | Notes                                                                                      |
| ------ | --------------------------------------------------------------------------- | ------------------------------------------------------------------------------------------ |
|        | Duché de Ferrare                                                            | Fondé en 1471 par partition de Modène et Reggio. Aux États pontificaux en 1598.            |
|        | République de Florence, puis duché de Florence, puis grand-duché de Toscane | Fondation en 1115. Duché en 1532. Grand-duché en 1569. Royaume d'Étrurie en 1801.          |
|        | République de Gênes                                                         | Fondée au XIe siècle. République ligurienne en 1797.                                       |
|        | Comté (en), puis duché de Guastalla                                         | Fondé en 1406 par partition de Milan. Duché en 1621. À Parme et Plaisance en 1748.         |
|        | République de Lucques                                                       | Fondée en 1119. Immédiateté impériale en 1288. Principauté de Lucques et Piombino en 1805. |
|        | Duché de Mantoue                                                            | Fondé en 1530 pour la maison de Gonzague. À la Savoie en 1708.                             |
|        | Marquisat, puis duché de Massa et Carrare                                   | Fondé en 1442. République cispadane en 1796.                                               |
|        | Duché de Milan                                                              | Re-fondé en 1450 pour la maison Sforza. République transpadane en 1796.                    |
|        | Duché de la Mirandole                                                       | Fondé en 1310 pour la maison Pic de la Mirandole. À Modène et Reggio en 1710.              |
|        | Duché de Modène et Reggio                                                   | Fondé en 1452 pour la maison d'Este. République cispadane en 1796.                         |
|        | Marquisat puis Duché de Montferrat                                          | Fondé au Xe siècle. Duché en 1574 au profit de la maison de Gonzague. À la Savoie en 1708. |
|        | Duché de Parme et Plaisance                                                 | Fondé en 1545 pour la maison Farnèse. À la France en 1808.                                 |
|        | Marquisat de Saluces                                                        | Fondé au XIIe siècle. À la Savoie en 1601.                                                 |
|        | République de Sienne                                                        | Fondée au XIIe siècle. À Florence en 1555.                                                 |

### Villages d'Empire
Plus de 100 villages d'Empire sont recensés au XIVe siècle, leur nombre ayant progressivement diminué par l'octroi de dons ou la contrainte.

#### Villages d'Empire en Alsace
| Blason | Nom          |  | Blason               | Nom |              | Blason | Nom |
| ------ | ------------ |  | -------------------- | --- | ------------ | ------ | --- |
|        | Batzendorf   |  | Hochstett            |     | Ohlungen     |        |     |
|        | Bernolsheim  |  | Huttendorf           |     | Ringeldorf   |        |     |
|        | Berstheim    |  | Kindwiller           |     | Rottelsheim  |        |     |
|        | Bilwisheim   |  | Kriegsheim           |     | Scherlenheim |        |     |
|        | Bitschhoffen |  | Kuttolsheim          |     | Soufflenheim |        |     |
|        | Bossendorf   |  | Lixhausen            |     | Surbourg     |        |     |
|        | Dangolsheim  |  | Minversheim          |     | Uberach      |        |     |
|        | Eschbach     |  | Mittelschaeffolsheim |     | Wahlenheim   |        |     |
|        | Ettendorf    |  | Mommenheim           |     | La Walck     |        |     |
|        | Forstheim    |  | Morschwiller         |     | Wingersheim  |        |     |
|        | Grassendorf  |  | Mutzenhouse          |     | Wintershouse |        |     |
|        | Gunstett     |  | Niederschaeffolsheim |     | Wittersheim  |        |     |
|        | Hegeney      |  |                      |     |              |        |     |

Autres hameaux d'Empire en Alsace
- Gebolsheim (à Wittersheim)
- Keffendorf (à Ohlungen)
- Rumersheim (à Berstett)
- etc.

#### Autres villages d'Empire[1]
| Blason | Blason      | Nom                    |                         | Blason                  | Nom                     |                         | Blason                  | Nom                     |
| ------ | ----------- | ---------------------- | ----------------------- | ----------------------- | ----------------------- | ----------------------- | ----------------------- | ----------------------- |
|        |             | Althausen              |                         | Gochsheim,              |                         | Petersbach              |                         |                         |
|        |             | Altshausen             |                         | Gommersheim             |                         | Petersbuch,             |                         |                         |
|        |             | Aufkirchen (de)        |                         | Großgartach             |                         | Priestenstett           |                         |                         |
|        |             | Auhausen               |                         | Heidingsfeld            |                         | Rinsheim                |                         |                         |
|        |             | Biburg,                |                         | Heiligenkreuz,          |                         | Rohrbach,               |                         |                         |
|        |             | Dexheim et ses hameaux |                         | Hohenstaufen            |                         | Seinsheim               |                         |                         |
|        |             | Dexheim                |                         | Holzhausen              |                         | Sennfeld                |                         |                         |
|        | Nierstein   |                        | Huttenheim              |                         | Soden                   |                         |                         |                         |
|        | Schwabsburg |                        | Kaldorf                 |                         | Sulzbach                |                         |                         |                         |
|        |             | Eglofs                 |                         | Kinheim                 |                         | Wangen                  |                         |                         |
|        |             | Freisbach              |                         | Kirchheim am Neckar     |                         | Wengen,                 |                         |                         |
|        |             | Gebsattel              |                         | Mainbernheim            |                         | Wiesbach                |                         |                         |
|        |             | Ginsheim               | et d'autres villages... | et d'autres villages... | et d'autres villages... | et d'autres villages... | et d'autres villages... | et d'autres villages... |

### Terres d'Empire
| Blason                | Nom                     | Notes |
| --------------------- | ----------------------- | ----- |
|                       | Forêt de Kaufunger (de) |       |
|                       | Forêt de Klever (de)    |       |
|                       | Mistelgau               |       |
|                       | Forêt de Nuremberg (de) |       |
|                       | Forêt du Palatinat      |       |
|                       | Forêt de Schönbuch (de) |       |
|                       | Seigneurie de Vogtsberg |       |
| et d'autres terres... |                         |       |

### Vallées d'Empire
- La vallée d'Harmersbach (de), vallée libre d'Empire a existé jusqu'au Recès d'Empire en 1803 et comprenait les hameaux suivants :
  -  Oberharmersbach ;
  -  Unterharmersbach ;
  -  Zell am Harmersbach.

### Territoires des chevaliers d'Empire
À la chute du Saint-Empire, les chevaliers d'Empire étaient environ 350 familles et représentaient quelque 450 000 sujets.

#### Cercle de chevalerie de Franconie
Le cercle de chevalerie de Franconie ou cercle franconien était composé de six cantons de chevaleries :
- L'Altmühl (de), dont le siège était à Wilhermsdorf, près d'Emskirchen ;
- Le Baunach (de), dont le siège était à Nuremberg ;
- Le Gebürg (de), dont le siège était à Bamberg ;
- L'Odenwald (de), dont le siège était à Kochendorf, près de Heilbronn ;
- Le Rhön-Werra, dont le siège était à Schweinfurt ;
- Le Steigerwald (de), dont le siège était à Erlangen.

#### Cercle de chevalerie de Souabe
Le cercle de chevalerie de Souabe (de) ou cercle souabe était composé de cinq cantons :
- Le Danube (de), dont le siège était à Ehingen ;
- Le Hegau-Allgäu-Lac de Constance (de), dont le siège était à Radolfzell ;
- Le Kocher (de), dont le siège était à Esslingen ;
- Le Kraichgau (de), dont le siège était à Heilbronn ;
- Le Neckar-Forêt Noire (de), dont le siège était à Tübingen.

#### Cercle de chevalerie du Rhin
Le cercle de chevalerie du Rhin (de) ou cercle rhénan était composé de trois cantons de chevalerie :
- Le Haut-Rhin (de) ou Rhin-Supérieur, dont le siège était à Mayence ;
- Le Rhin-Moyen (de), dont le siège était à Friedberg) ;
- Le Bas-Rhin (de) ou Rhin-Inférieur, dont le siège était à Coblence.

### Autres territoires
| Blason | Blason                                           | Nom | Notes |
| ------ | ------------------------------------------------ | --- | --- |
|        |                                                  | Seigneurie d'Asch | |
|        |                                                  | Abbaye de Burtscheid | Fondée en 997. Immédiateté en 1138. Sécularisé au profit de la France en 1802.                                                   |
|        |                                                  | Abbaye de Buxheim | Fondée au Xe siècle. Immédiateté accordée en 1548 par Charles Quint. Sécularisée en 1802 au profit de l'Ostein (de).             |
|        |                                                  | Monastère de Cappenberg | Fondée au XIIe siècle. Sécularisée au profit de la Prusse en 1803.                                                               |
|        |                                                  | République paysanne du Dithmarse                                                                                            | Au Holstein en 1559. |
|        |                                                  | Seigneurie de Dreis | |
|        |                                                  | Seigneurie de Dyck | Fondée au XIe siècle. À la Prusse dans les années 1810.                                                                          |
|        |                                                  | Congrégation d'Elten | Fondée en 967. Immédiateté accordée par Henri IV en 1083. Sécularisée au profit de la Prusse en 1803.                            |
|        |                                                  | Comté de Fagnolle | Baronnie élevée en comté en 1770. Intègre le cercle du Bas-Rhin-Westphalie en 1787. Comté de Ligne en 1789. À la France en 1803. |
|        |                                                  | Seigneurie de Freudenburg                                                                                                   | |
|        |                                                  | Pays de Hadeln | |
|        |                                                  | Seigneurie de Haldenstein                                                                                                   | Entre 1424 et 1803. |
|        |                                                  | Hoerstgen ainsi que | |
|        |                                                  | Chevalerie de Frohnenburg                                                                                                   | |
|        |                                                  | Seigneurie de Homburg | Au grand-duché de Berg en 1806.                                                                                                  |
|        |                                                  | Ingelgheim (de) et les anciens villages et districts                                                                        | |
|        |                                                  | Bubenheim | |
|        | Daxweiler                                        | | |
|        | Elsheim                                          | | |
|        | Frei-Weinheim (de)                               | | |
|        | Grosswinternheim (de)                            | | |
|        | Nieder-Ingelheim (de) et Weiler Sporkenheim (de) | | |
|        | Ober-Ingelheim                                   | | |
|        | Schwabenheim an der Selz                         | | |
|        | Wackernheim                                      | | |
|        |                                                  | Seigneurie de Jever | Au cercle de Bourgogne entre 1548 et 1588. À la Hollande en 1807.                                                                |
|        |                                                  | Seigneurie de Kniphausen | Immédiateté accordée en 1588. À la Hollande en 1807.                                                                             |
|        |                                                  | Seigneurie de Landskron (de)                                                                                                | |
|        |                                                  | Seigneurie de Lebach | |
|        |                                                  | République paysanne des landes de Leutkirch (paysans libres dans les districts de l'actuelle ville de Leutkirch im Allgäu,) | |
|        |                                                  | Gebrazhofen | |
|        | Herlazhofen (de)                                 | et les hameaux de Heggelbach et Weipoldshofen                                                                               | |
|        | Reichenhofen                                     | | |
|        | Tautenhofen                                      | | |
|        | Wuchzenhofen (de)                                | | |
|        |                                                  | Seigneurie de Mechernich | |
|        |                                                  | Principauté de Montbéliard                                                                                                  | Comté en 1042. Principauté en 1495. À la France en 1793.                                                                         |
|        |                                                  | Seigneurie de Nalbach et ses hameaux                                                                                        | |
|        |                                                  | Nalbach | |
|        | Piesbach (de)                                    | | |
|        | Bilsdorf (de)                                    | | |
|        | Körprich (de)                                    | | |
|        | Diefflen                                         | | |
|        | Bettstadt (de)                                   | | |
|        |                                                  | Seigneurie d'Oberstein (de)                                                                                                 | |
|        |                                                  | Abbaye d'Ottobeuren | Fondée en 764. Immédiateté accordée en 1299. Sécularisée au profit de la Bavière en 1803.                                        |
|        |                                                  | Seigneurie de Pyrmont (de)                                                                                                  | |
|        |                                                  | Seigneurie de Rhade | |
|        |                                                  | Seigneurie de Rheda (de) | Au grand-duché de Berg en 1808.                                                                                                  |
|        |                                                  | Seigneurie de Richold | |
|        |                                                  | Seigneurie de Saffenburg (de)                                                                                               | |
|        |                                                  | Seigneurie de Schauen (de)                                                                                                  | À la Westphalie en 1807. |
|        |                                                  | Seigneurie de Schaumburg (de)                                                                                               | |
|        |                                                  | Seigneurie de Schmalkalden (de)                                                                                             | |
|        |                                                  | Seigneurie de Schönau (de)                                                                                                  | |
|        |                                                  | Abbaye de Schöntal | Fondée en 1157. Immédiateté accordée en 1418. Sécularisée au profit du Wurtemberg en 1802.                                       |
|        |                                                  | Seigneurie de Schwarzenholz (de)                                                                                            | |
|        |                                                  | Seigneurie de Stein (de) | Fondée en 1158. |
|        |                                                  | Comté de Waldeck ainsi que                                                                                                  | Au cercle de Bavière ? |
|        |                                                  | Miesbach | |
|        | Wallenburg (de)                                  | | |
|        |                                                  | Seigneurie de Wasserburg | |
|        |                                                  | Seigneurie de Wildenberg (de)                                                                                               | |
|        |                                                  | Paroisse de Winden dépendant de l'abbaye d'Arnstein et ses villages                                                         | |
|        |                                                  | Dies | |
|        | Eschenau                                         | | |
|        | Hohenthal                                        | | |
|        | Kodingen                                         | | |
|        | Langenau (de)                                    | | |
|        | Schirpingen                                      | | |
|        | Weinähr                                          | | |
|        | Winden                                           | | |
|        |                                                  | Seigneurie de Wylre | |